# ヘンカ・ブラックスミス
ヘンカ・T・ブラックスミス (Henkka T. Blacksmith、1980年6月7日 - )は、フィンランドのヘヴィメタルミュージシャン (ベーシスト)。本名は、ヘンリ・サムリ・セッパラ (Henri Samuli Seppälä)である。チルドレン・オブ・ボドムの元ベーシスト。また、バックボーカルも務めていた。
Henkkaは、本名のHenriの一般的なニックネームである。また、BlacksmithはSeppäläの英訳である。

## 略歴

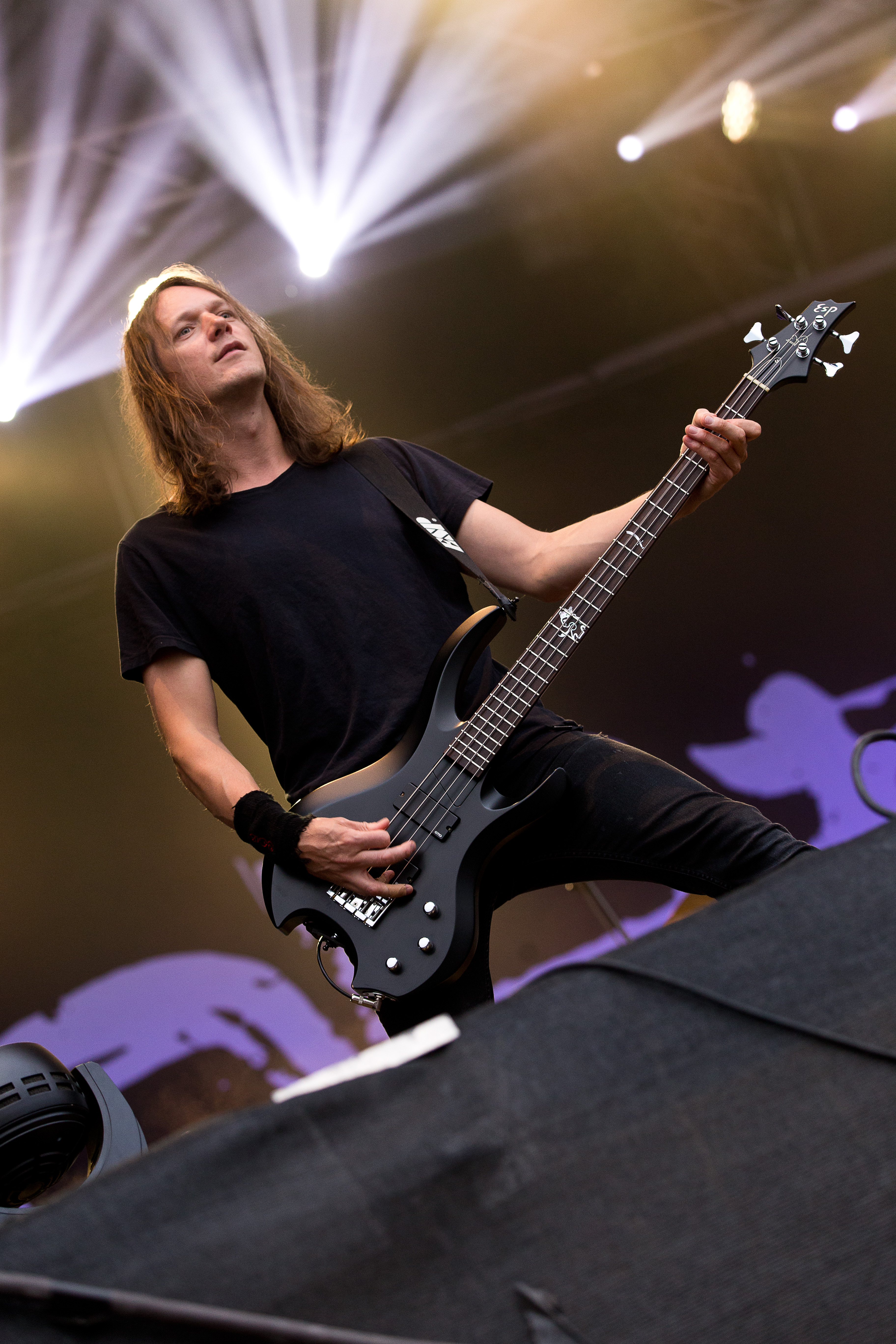
チルドレン・オブ・ボドム - ドイツ公演 (2016年)

1980年にエスポーで生まれる。兄の影響で、スレイヤーやパンテラなど、ヘヴィメタルやハードロックを聴くようになった。11歳ぐらいの頃、ギターを買ってもらい、弾くようになる。1995年に、アレキシ・ライホにベーシストとして誘われInearthedに加入。3rdデモ『Shining』から参加する。1997年にInearthedはチルドレン・オブ・ボドムに名前が変更され、1stアルバム『Something Wild』でデビューした。以降、チルドレン・オブ・ボドムのベーシストとして活動を続けている。ほかのメンバーがサイド・プロジェクトを行ったり別バンドでも活動したりしていたが、ヘンカはそのような活動を行っていない。ヘンカによると、最も大切なことは人生と家族とバンド (チルドレン・オブ・ボドム)であるという。
2019年12月15日のヘルシンキでのライブを最後にヤスカ・ラーチカイネン、ヤンネ・ウィルマンと共にバンドを脱退した。脱退する3名は、第一線を退き、生活の方向性を変えるとのことである。後に、チルドレン・オブ・ボドムを脱退することを決めたのは2019年春の事であり、当時は脱退後の事については何も決まっていなかったと述べている。
2020年1月下旬、オルタナティヴ・ロックバンド、ムーン・ショット (Moon Shot)を他の3名のメンバーと共に結成した。結成後のインタビューではチルドレン・オブ・ボドムでの活動に感謝を述べ、「ボドムの後の人生計画はすぐにまとまった。まあ、実際には計画なんてなかったんだけど」と語り、バンドについては「Moon Shotはメロディックデスメタルからはかけ離れている。いくつかのクロスオーバー要素、たくさんのメロディーがブレンドされているんだ」と紹介した。
また、音楽活動と並行してヘルシンキ大学に在籍し、政治学と政治史を学んでいた。

## ディスコグラフィー
アルバム
- 1997年　Something Wild
- 1999年　Hatebreeder
- 2000年　Follow The Reaper
- 2003年　Hate Crew Deathroll
- 2005年　Are You Dead Yet?
- 2008年　Blooddrunk
- 2011年　Relentless, Reckless Forever
- 2013年　Halo of Blood
- 2015年　I Worship Chaos

EP
- 2004年　Trashed, Lost & Strungout

ライブ・アルバム
- 1999年　Tokyo Warhearts - Live In Japan 1999
- 2006年　Chaos Ridden Years - Stockholm Knockout Live

ベスト・アルバム
- 2003年　Bestbreeder From 1997 To 2000 (日本国内のみ)
- 2012年　Holiday at Lake Bodom: 15 Years of Wasted Youth

コンピレーション
- 2009年　Skeletons In The Closet

### 映像作品
- 2006年　Chaos Ridden Years - Stockholm Knockout Live